# Gorila východní
Gorila východní (Gorilla beringei) je jedním ze dvou druhů goril. Dříve byla považována za poddruh gorily nížinné. Od září roku 2016 je na seznamu kriticky ohrožených druhů. Její populace se v posledních dvaceti letech snížila v důsledku ilegálního lovu o 70 %.

## Areál rozšíření
- Poddruh Gorilla beringei beringei žije v horských mlžných lesích v pohraniční oblasti Rwandy, Ugandy a Demokratické republiky Kongo (pohoří Virunga), v areálu o rozloze 450 km². Pro tato území typický obzvláště bujný, téměř neprůchodný přízemní porost. Žije zde v nadmořské výšce i přes 3500 m populace čítající pouhých 380 jedinců.
- Poddruh Gorilla beringei graueri obývá nížinné až horské deštné lesy východně od hranic Ugandy,v pěti od sebe oddělených areálech: Národní park Kahuzi-Biega; Národní park Maiko; Itombwe Forest; Tayna a North Kivu Mbohe o celkové rozloze zhruba 21 600 km². Žije zde asi 4 000 jedinců.

## Popis
Je největším zástupcem čeledě hominidů. Hmotnost samce dosahuje 150 až 200 kg, samice pouhých 120 kg. Má celkově robustní tělo, široké čelistní oblouky, poměrně krátkou ramenní kost a dlouhou klíční kost, nozdry hranaté a nahoře výrazně orámované. Samci mají dlouhé a ostré špičáky. Srst má rovnoměrně dlouhou, obličej a hruď je černé barvy, jinak mají srst barvy od modročerné do hnědošedé. Zvířata žijící vysoko v horách mají srst delší.

## Potrava
Hlavní potravou goril jsou listy, výhonky a stvoly, ovoce, kořínky, měkká kůra a houby. Příležitostně gorily sbírají mravence a různé bezobratlé. Denně stráví zhruba 30 % času krmením, 30 % hledáním potravy a 40 % odpočinkem.

## Chování a hierarchie
Gorily žijí v rodinných skupinách (tlupách), které vede nejsilnější samec, někdy je ve skupině samec jediný. Dále jsou s ním jeho samice a nedospělí potomci. Za soumraku se skupina uloží k odpočinku do hnízd z větví, které si stavějí na zemi nebo na nízkých stromech. Samice sdílí hnízdo se svým současným mládětem.
Každá skupina se potuluje ve svém domovském areálu o rozloze 400 až 800 hektarů, který se vyjma centrálního jádra může zčásti překrývat s areály sousedních skupin.
Dominantní stříbrohřbetý samec je otcem většiny nebo všech mláďat ve skupině. Samec upoutává pozornost říjících se samic náznaky krmení, houkáním, bitím se v prsa, boucháním rostlinami, výskoky a kopanci. Je nepravděpodobné, že by samice přešla k jinému samci, pokud by její druh nebyl zabit. Mládě zůstává s matkou až do jejího příštího porodu asi po čtyřech letech.
Jako další prostředek k zastrašení útočníka může samec použít houkání, jestliže jeho štěkot nestačí. Stojí pak vzpřímeně, bije částečně sevřenými pěstmi do prsou (holá kůže tam zesiluje zvuk) a hází na vetřelce vegetaci. Jestliže i toto selže, může na něj zaútočit s ohromným řevem, údery rukama, kopanci a kousáním.
Přímá pozorování a počítačové modely ukázaly, že maximální rychlost běhu těchto velkých primátů činí na krátkou vzdálenost až 31,5 km/h (8,8 m/s).

## Rozmnožování
Samec se páří se všemi svými samicemi. Estrální cyklus samice, která vlastní akt páření zahajuje, trvá 28 dnů. Po 8,5 měsících březosti se rodí mládě, o které se matka stará asi 3 roky. Při výchově a učení mláďat vypomáhají i druhé samice. Po zabřeznutí přestane samice ovulovat po 3 až 4 roky. Přestože se dožívají v přírodě 40 až 50 let, průměrně samice vychová do dospělostí jen asi 3 až 6 potomků. Samice dospívá až v 10 létech, samci ještě později.
Dospělí samci i samice většinou rodnou skupinu opouštějí a žijí několik let osamoceným životem, než se jim podaří sestavit nějakou novou a mohou se tak začít pářit.

## Komunikace
Všichni primáti mají složité vzory komunikaci. Gorily jsou známé použitím hlasu pro vzájemnou komunikaci jak ve své skupině, tak při setkání s cizí tlupou. Mimo to ještě velkou roli zde sehrávají pohyby těla a výrazy obličeje, jako i hmatová a čichová komunikace.

## Ochrana
V některých státech, kde tyto gorily žijí, představuje jejich pozorování („safari“) zdroj příjmů od turistů a dostává se jim proto ochrany. Lidé neváhají za jednu jedinou hodinu strávenou ve společnosti těchto velmi vzácných zvířat zaplatit částku mezi 500 až 750 amerických dolarů a to je pro jednu z nejchudších částí Afriky velice snadný a lákavý příjem. Část takto vybraných peněz jde zpět na ochranu zvířat. Pro mnohé gorily představují pytláci i nadále nebezpečí, stejně jako postupující těžba dřeva a výstavba nových silnic.
Přirozených nepřátel, vyjma člověka, gorily nemají. Taxonomické zařazení jednotlivých druhů a podruhů, stejně jako české názvy, se postupně vyvíjejí.